# Flers (Somme)
Flers is een gemeente in het Franse departement Somme (regio Hauts-de-France) en telt 138 inwoners (1999). De plaats maakt deel uit van het arrondissement Péronne.

## Geografie
De oppervlakte van Flers bedraagt 6,3 km², de bevolkingsdichtheid is 21,9 inwoners per km².

## Bezienswaardigheden
- A.I.F. Burial Ground, een Britse militaire begraafplaats met zo'n 3500 gesneuvelden uit de Eerste Wereldoorlog.

De onderstaande kaart toont de ligging van Flers (Somme) met de belangrijkste infrastructuur en aangrenzende gemeenten.

## Demografie
Onderstaande figuur toont het verloop van het inwonertal (bron: INSEE-tellingen).